# Cordisepalum phalanthopetalum
Cordisepalum phalanthopetalum är en vindeväxtart som beskrevs av Staples. Cordisepalum phalanthopetalum ingår i släktet Cordisepalum, och familjen vindeväxter. Inga underarter finns listade i Catalogue of Life.